# Largadi
Largadi (auch: Largaddi) ist ein Dorf in der Landgemeinde Diagourou in Niger.

## Geographie
Das von einem traditionellen Ortsvorsteher (chef traditionnel) geleitete Dorf befindet sich rund vier Kilometer westlich des Hauptorts Diagourou der gleichnamigen Landgemeinde, die zum Departement Téra in der Region Tillabéri gehört. Eine weitere Siedlung in der Umgebung von Largadi ist Arboudji im Südwesten.
Largadi liegt östlich eines Hügels. Dies korrespondiert mit der Bedeutung des Ortsnamens, der sich, aus Fulfulde hergeleitet, als „großer Stein, Hügel“ oder, aus Tamascheq hergeleitet, als „der Große“ übersetzen lässt. Das Dorf setzt sich aus vier Weilern zusammen, deren aus dem Fulfulde stammende Namen der burkinischen Herkunft ihrer ursprünglichen Bewohner entsprechen: Kayabé („jene aus Kaya“), Ouagadougoubé („jene aus Ouagadougou“), Pissilabé („jene aus Pissala“) und Tougouribé („jene aus Tougouri“).
Largadi ist Teil der Übergangszone zwischen Sahel und Sudan. Die durchschnittliche jährliche Niederschlagsmenge beträgt hier zwischen 400 und 500 mm. Beim Dorf erstreckt sich der ausgetrocknete Teich Féto Moudou. Das Fulfulde-Wort Féto bedeutet „Teich“. In den 2010er Jahren entstand auf Grund von Bodenverdichtung ein weiterer Teich namens Lougairai Wouro Haiso.

## Bevölkerung
Bei der Volkszählung 2012 hatte Largadi 1134 Einwohner, die in 152 Haushalten lebten. Bei der Volkszählung 2001 betrug die Einwohnerzahl 990 in 118 Haushalten und bei der Volkszählung 1988 belief sich die Einwohnerzahl auf 447 in 52 Haushalten.

## Wirtschaft und Infrastruktur
Es gibt eine Schule im Dorf. In Largadi nimmt eine internationale Transhumanz-Route ihren Ausgang, die nach Taka in Burkina Faso führt.